# Adolfo Teodoro Álvarez
Adolfo Teodoro Álvarez (Laprida, Província de Buenos Aires, 8 de maig de 1919 - Buenos Aires, 3 de juliol de 2012) va ser un militar argentí pertanyent a la Força Aèria Argentina. Va aconseguir la màxima jerarquia de l'escalafó aeronàutic i es va exercir titular de la força armada des del 27 de maig de 1966 fins al 28 d'agost de 1968.

## Família
Adolfo Álvarez va néixer el 8 de maig de 1919, els seus progenitors van ser el senyor Celestino Álvarez Lozano i la senyora Rufina Melendi. Es va casar amb la senyora Gladys Ruth Fraser Hamilton. Fruit d'aquesta unió matrimonial van néixer els seus cinc fills: Liliana Maria, Gladys Maria, Analía, Guillermo Adolfo i Diego Teodoro.

## Carrera
Després d'haver finalitzat els seus estudis secundaris, Adolfo Álvarez va ingressar al  Col·legi Militar de la Nació l'any 1939, on va optar per especialitzar-se com a aviador a l'Escola d'Aviació Militar, que depenia de l'Exèrcit Argentí. L'any 1942 egresó com Sotstinent d'Aviació i el 1945 és transferit a la recentment creada Força Aèria Argentina.

### Destinacions rellevants
Cap a l'any 1950, ostentant el rang de Capità, Álvarez va ingressar a l'Escola Superior de Guerra Aèria per realitzar el curs d'oficial d'estat major. Va obtenir aquest títol dos anys després i va ser transferit a un comandament aeri de transport. El 1959 va ser nomenat director general interí de circulació aèria i Aeròdroms, càrrec que va exercir fins a la finalització de l'any 1960.
Des de principis de 1961 fins a finals de 1962 va ser destinat a la Agregadoria aeronàutica de l'Argentina al Perú. L'aviació en el Perú, Volum 3, per Alberto Fernández-Prada Effio, Editorial Univers, 1975. Cap a finals de 1962 va ser ascendit a Brigadier i va ser posat al capdavant del càrrec de cap de  Defensa Antiaèria. Va romandre en aquest càrrec per un termini de dos anys i va ser promogut al rang de brigadier major. El 1964, el Brigadir Major Adolfo Teodoro Álvarez es va exercir com a cap de la Delegació Militar Argentina davant la Junta Interamericana de Defensa.

### Titular de la Força Aèria Argentina
El 27 de maig de 1966, el president Arturo Umberto Illia nomena el brigadier major Adolfo Álvarez com a comandant en cap de la Força Aèria Argentina en lloc del brigadier general Carlos Armanini, que va passar a situació de retir. El mes de desembre de 1966 Álvarez va ser ascendit a brigadier general.

#### Revolució argentina
El 28 de juny, el titular de l'Aeronàutica, Brigadier Major Adolfo Teodor Álvarez costat dels titulars de l'Armada, Almirall Benigne Ignasi Marcelino Varela i de l'Exèrcit Tinent General Pascual Àngel Pistarini van integrar la Junta de Comandants en Cap perpetrar un cop d'Estat autodenominat Revolució Argentina, que va enderrocar el mandatari constitucional, doctor Arturo Umberto Illia i va nomenar el retirat Tinent General Juan Carlos Onganía com a president.
El juliol de 1968 el Brigadier General Adolfo Álvarez reconeix la possibilitat de l'existència d'Objectes voladors no identificats: "Si no, no seria aviador" admet. Onze anys després per ordre del llavors titular de l'aeronàutica, Brigadier General Omar diumenge Rubens Graffigna, la Força Aèria va crear la "Divisió OVNI" una secció especial per investigar aquests fenòmens que va operar sota l'òrbita de la Comissió Nacional d'Investigacions Espacials.

#### Modernització i expansió de la Força Aèria Argentina
Sota el seu comandament la Força Aèria Argentina comença un període de modernització i desenvolupament, marcat per la professionalització i especialització dels pilots de la força, separant la instrucció superior dels pilots de caça dels de transport.
L'any 1966, va començar, a la localitat de Tartagal, Província de Salta, l'operació ORION-ECLIPSE, amb motiu d'un eclipsi total de sol. Es llancen tres coets ORION II per estudiar el flux de neutrons. Constitueix l'aportació del IIAE a l'estudi del fenomen, en què participen nombroses institucions d'altres països.
Es va crear el Comando de Personal, sobre la base de l'antic Comando Aeri d'Instituts i l'antiga Direcció General del Personal d'Aeronàutica.
 
Es va inaugurar el Comando d'Operacions Aèries, sobre la base dels ex-Comandaments Aeri de Combat i General de Defensa Antiaèria.
El 1967 comença l'operatiu "Terra de Sant Martí 67". L'objectiu d'aquesta operació va ser localitzar zones propícies per construir pistes d'aterratge convencionals. Participen un Douglas DC-6 matrícula T-52, de suport meteorològic, un C-54 matrícula TC -45, que sobrevola la base Matienzo i llança 9 tones de proveïment, un C-47 matrícula TA-05 amb el Comandant en Cap de la FAA a bord, dues HC-47 matrícules TA-06 i TA-07, tots de la  I Brigada Aèria; més dos Albatros BS-01 i BS-03 de la BAM Tandil. L'TA-05 i els dos HC-47 anevizan a Matienzo, mentre que els Albatross volen fins a l'illa Efemèrides de setembre
Durant 1968 és creat el Centre d'Instrucció Professional d'Aeronàutica (CIPRA), actual Institut de Formació Ezeiza.
També es va crear la Direcció Militar del Comandament en Cap de la Força Aèria.

### Retirada
El 28 d'agost, el president de facto Juan Carlos Onganía va renovar les cúpules de les tres forces armades. El 28 d'agost a la Força Aèria Argentina, el Brigadier General Adolfo Teodor Álvarez passa a retir i el càrrec de Comandant en Cap ho va assumir el Brigadier Major Jorge Martínez Zuviría.

## Defunció
El dia dimarts 3 de juliol de 2012, el Brigadier General Adolfo Teodoro Álvarez va morir per causes naturals a l'edat de noranta-tres anys.